# Thongloun Sisoulith
Thongloun Sisoulith (in lao ທອງລຸນ ສີສຸລິດ; Houaphan, 10 novembre 1945) è un politico laotiano, segretario generale del Partito Rivoluzionario del Popolo Lao dal 15 gennaio 2021 e Presidente del Laos dal 22 marzo dello stesso anno.
In precedenza aveva ricoperto la carica di Ministro degli affari esteri dal 2006 al 2016 e di Primo ministro dal 2016 al 2021.